# Большая энциклопедия Кирилла и Мефодия
Большая энциклопедия Кирилла и Мефодия (БЭКМ) — электронная мультимедийная энциклопедия, ежегодно переиздававшаяся компанией «Кирилл и Мефодий» с 1996 года. Первая версия БЭКМ представляла собой частично иллюстрированную версию Большого энциклопедического словаря и умещалась на одном CD. Последующие версии БЭКМ значительно прибавили в объёме и версия 2004 года размещалась уже на 10 компакт-дисках. Последняя версия БЭКМ вышла в начале 2013 года на двух DVD.
Мегаэнциклопедия Кирилла и Мефодия (Мегабук, megabook.ru) — мультимедийный российский онлайн-ресурс, в основу которого легла «Большая энциклопедия Кирилла и Мефодия». В состав проекта также вошли другие тематические энциклопедии и издания, компании «Кирилл и Мефодий», выпускавшиеся ранее на DVD-носителях.
В настоящее время универсальная энциклопедия Кирилла и Мефодия включает в себя более 300 000 энциклопедических статей, более 90 000 словарных и справочных статей, более 100 000 медиаобъектов (фотографий, видео- и аудиофрагментов, карт, анимаций и интерактивных объектов, тайм-лайнов).
Мегабук — интернет-ресурс, ориентированный на широкий круг читателей, включает образовательные и познавательные статьи по всем основным отраслям знаний: история, наука, техника, литература, искусство и культура; всю важнейшую историческую, социально-экономическую, географическую информацию по всем странам мира; статьи о всех крупнейших персоналиях всех времен и народов. Проект оперативно обновляется и реагирует на текущие события в общественной, политической и культурной жизни в России и мире.
Пользование энциклопедией бесплатное, все ее материалы находятся в открытом доступе. Автором или редактором статей энциклопедии  может стать любой пользователь, прошедший регистрацию на сайте и соблюдающий правила публикации материалов, установленных компанией. Авторам доступно написание новых статей, внесение изменений и корректировка имеющихся статей, добавление авторских иллюстраций.
БЭКМ неоднократно получала награды от журнала «Мир ПК» как «Лучший продукт года» в номинации «Энциклопедии».

## Состав энциклопедии
В основу БЭКМ'96 были положены материалы Большого энциклопедического словаря, выпущенного издательством Большая российская энциклопедия в 1996 году. Он был актуализирован и расширен.
1 сентября 1997 года представлено второе издание энциклопедии –БЭКМ'97, выпущенное уже на двух CD дисках. Один из них содержал базовую информацию, а второй  -  «Видеоархив российской истории» (90 видеофрагментов).
Шестнадцатое издание БЭКМ 2013 года включает в себя более 95 тыс. энциклопедических и справочных статей, шесть общих и специальных словарей, более 46 тыс. мультимедийных иллюстраций; кроме того, в состав БЭКМ включены анимированные карты, интерактивные схемы и таблицы, трёхмерные модели, аудио- и видеофрагменты, иллюстрированные интерактивные ленты, мультимедийные панорамы.
Среди авторов энциклопедии значатся некоторые известные российские учёные и публицисты: академики С. С. Аверинцев, М. Л. Гаспаров, А. А. Фурсенко, С. О. Шмидт, В. Л. Янин, члены-корреспонденты В. И. Ритус, Б. Н. Флоря, а также Ю. М. Брук, М. И. Каганов, Ю. Н. Вавилов, Ю. В. Гапонов, А. М. Зверев, С. Г. Бочаров, В. И. Григорьев, А. Ф. Грязнов, А. Б. Каменский, Л. П. Крысин и др.

## Критика
БЭКМ критикуют по следующим причинам:
- ошибки и недоработки программы-оболочки (неудобство использования, высокое потребление ресурсов компьютера, проблемы с воспроизведением звука и видео, нестабильная работа);
- иллюстрации:
  - часть статей не проиллюстрирована несмотря на то, что БЭКМ позиционирует себя как мультимедийное издание;
  - часть иллюстраций позаимствована из Большой Советской Энциклопедии, Википедии и многочисленных бесплатных фотобанков с указанием копирайта «Кирилл и Мефодий»;
  - некоторые иллюстрации подписаны неправильно и не имеют никакого отношения к статьям, в которых вставлены;
  - нелогичная расстановка карт или тематических лент по статьям;
- статьи:
  - в БЭКМ много медиа-приложений, но информации, которую можно было бы использовать для своего образования, мало. Часть статей содержит несколько строк (мало информации), характерных для энциклопедических словарей, а не для энциклопедий. Больше половины статей скопировано из Большого Энциклопедического Словаря и содержит один-два абзаца. Статьи содержат мало перекрёстных ссылок. Некоторые статьи содержат только ссылку на основную статью;
  - имеются грамматические, синтаксические, смысловые и фактические (ложные данные) ошибки. Гиперссылки могут вести на неправильные статьи. Некоторые слова записаны слитно (пропущены пробелы);
  - отсутствуют статьи, присутствующие в других тематических энциклопедиях «Кирилла и Мефодия» (в частности, отсутствуют статьи по следующим темам: кулинария, кино, автомобили, военная техника, компьютер, здоровье, спорт, музыка, профессии, этикет (народные традиции) и другие);
- регулярные переиздания БЭКМ мало отличаются друг от друга (содержимое статей улучшается мало, количество новых статей невелико).

Утверждается, что:
- больше половины статей в БЭКМ-2011 не изменялись с 1996 года;
- ведётся одновременная работа над 16-ю тематическими энциклопедиями («Энциклопедия кино» (2003), «Энциклопедия ПК», «Детская энциклопедия», «Кулинарная энциклопедия», «Энциклопедию автомобиля» (2004), «энциклопедии военной техники» (1998), «Энциклопедия популярной музыки» (2008) и др.), среди которых БЭКМ выступает не как отдельный программный продукт, а как реклама для других мультимедийных энциклопедий;
- статьи, опубликованные в БЭКМ, проигрывают по качеству даже аналогичным статьям из тематических энциклопедий.

При этом отмечаются достоинства БЭКМ:
- удобство поиска в программе-оболочке;
- наличие тематических лент (исторических хроник);
- наличие текстов законов и произведений научной и художественной литературы (например, стихов).